# Richard Dembo
 Richard Dembo (París, 24 de mayo de 1948–Neuilly-sur-Seine, 11 de noviembre de 2004) fue un director de cine y guionista francés. Fue premiado en 1985 con el Óscar a la mejor película extranjera (de habla no inglesa) por su film La diagonal del loco.

## Biografía
Nacido en el seno de una familia judía originaria de Europa del Este, obtuvo su título de filosofía en 1964, Richard Dembo se forma en el Instituto de Altos Estudios de Cinematografía y ese mismo año es ayudante de dirección de Jean Schmidt por tres cortometrajes, luego aprendiz en el ORTF. Continuó su aprendizaje con "Paulina s'en va" (1969) de André Téchiné o con "Les Compagnons de Baal" (1970) de Pierre Prévert. Fundó la Quincena de los Realizadores, una sección paralela del Festival de Cannes, con Pierre-Henri Deleau y se convirtió en su principal organizador a partir de 1970. Colaboró en varios guiones y se convirtió en asistente de dirección en 1969.
Asistiendo durante años, Richard Dembo despegó en 1984 con el lanzamiento de su primer largometraje, La diagonal del loco, aclamado por la crítica. Después de años de duro trabajo, finalmente "siente que está viviendo de nuevo": esta película recibe el Premio Óscar, el Premio Louis-Delluc y tres nominaciones al César. Fue sólo ocho años más tarde que dirigió su segunda película, "L'Instinct de l'ange", libremente inspirada en la historia de la ases de ases franceses de la 1914-1918, Georges Guynemer.
Su último film, La Maison de Nina, se dedica a los problemas de integrar a un grupo de niños judíos que sobrevivieron a los campos de concentración nazis en un orfanato en Francia. Dembo fue también maestro de escena de la Opéra de Paris (en las obras Les Contes d'Hoffman y Madame Butterfly). 
Murió de manera repentina por una obstrucción intestinal en Neuilly-sur-Seine y fue enterrado en Israël. Su último film, La Maison de Nina, no pudo acabarla de montar por lo que tuvo que ser estrenada de forma póstuma.